# 世界ハロー・デー
世界ハロー・デー（せかいハロー・デー、英語: World Hello Day）は、1973年によって制定された記念日である。11月21日。この日に10人に挨拶することによって、世界の指導者たちに「紛争よりも対話を」とのメッセージを伝えよう、という日。

## 概要
- 1973年秋、第四次中東戦争の勃発がきっかけになり制定。アリゾナ州立大学のブライアン・マコーマック博士やマイケル・マコーマックが提唱、推進している。現在では180カ国に活動が広まっている。